# 1912年ストックホルムオリンピックの近代五種競技
1912年ストックホルムオリンピックの近代五種競技（1912ねんストックホルムオリンピックのきんだいごしゅきょうぎ）は、1912年7月7日から7月12日にかけて行われた。近代五種がオリンピックで行われたのはこれが初めてであり、11の国から32人が参加した。

## 競技結果
| 種目 | 金                                  | 銀                               | 銅                                |
| ---- | ----------------------------------- | -------------------------------- | --------------------------------- |
| 個人 | Gösta Lilliehöök スウェーデン (SWE) | Gösta Åsbrink スウェーデン (SWE) | Georg de Laval スウェーデン (SWE) |

## 参加国
- オーストリア (1)
- デンマーク (4)
- フィンランド (1)
- フランス (1)
- ドイツ (1)
- イギリス (1)
- オランダ (1)
- ノルウェー (1)
- ロシア (1)
- スウェーデン (12)
- アメリカ合衆国 (1)